# Камперо Леес, Нарсисо
Нарси́со Кампе́ро Ле́ес (29 октября 1813 — 12 августа 1896) — боливийский политический деятель, президент страны с 1880 до 1884 года. Его именем названа провинция в департаменте Кочабамба.

## Биография
Родился в семье зажиточных землевладельцев из Тарихи. Получил образование в Университете Чукисака, однако выбрал карьеру военного, воодушевлённый действиями героев войны за независимость. Окончил престижную военную академию во Франции. Будучи сторонником Хосе Бальивиана, решил оставить армию и остаться во Франции во времена пребывания у власти режима Бельсу (с 1847 года).
Хотя Камперо отошёл от политики, он не мог оставаться в стороне во время Тихоокеанской войны против Чили, начавшейся в феврале 1879 года. Ему пришлось командовать пятой боливийской дивизией, которая участвовала в самых катастрофических сражениях. Его заслуги, тем не менее, были признаны. В декабре 1879 года решением Государственного совета Илариона Даса был отстранен от власти, а по результатам выборов в следующем году на пост президента был избран Нарсисо Камперо.
Таким образом 66-летний генерал Камперо принял власть в стране в самый критический момент, Боливия потерпела поражение в войне с Чили. Конгресс назначил на пост вице-президента консервативного лидера Анисето Арсе.
Камперо имел поддержку двух крупнейших партий того времени: Либеральной Элиодоро Камачо и Консервативной Анисет Арсе. Последний имел финансовые интересы в Чили, в связи с чем он начал переговоры с чилийским правительством относительно сдачи провинции Литорал в обмен на экономические уступки. После этого Камперо обвинил Арсе в государственной измене.
После завершения срока правления, в 1884 году, Камперо присоединился к Либеральной партии. Он умер в Сукре 12 августа 1896 года.